# Puilaurens
Puilaurens är en kommun i departementet Aude i regionen Occitanien  i södra Frankrike. Kommunen ligger  i kantonen Axat som ligger i arrondissementet Limoux. År 2022 hade Puilaurens 272 invånare.

## Befolkningsutveckling
Antalet invånare i kommunen Puilaurens
Referens: INSEE

## Galleri

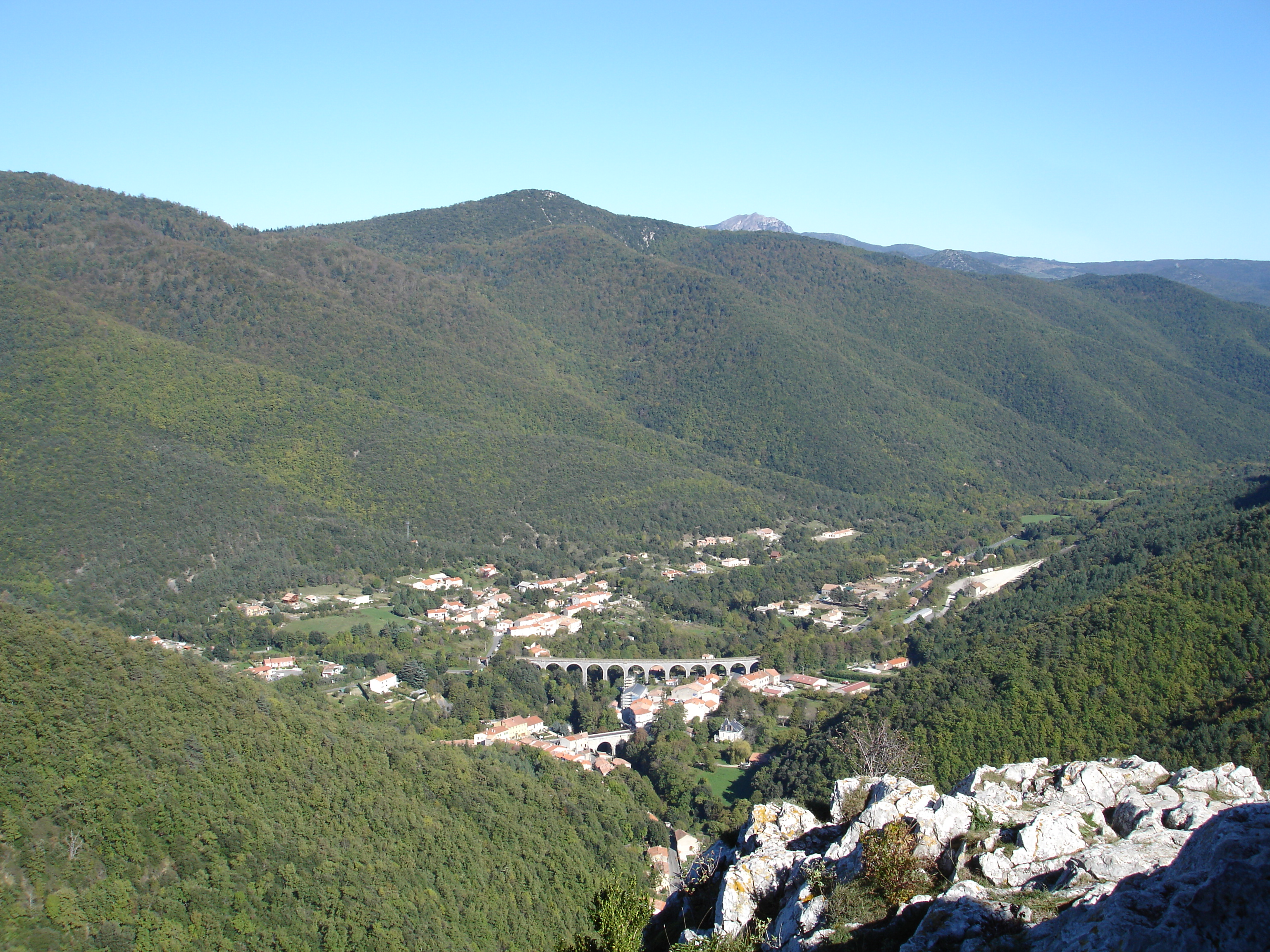